# 姐姐的妄想日记
《姐姐的妄想日记》（日语：姉ログ 靄子姉さんの止まらないモノローグ），是田口健二的日本漫画作品。自2012年9月至2016年4月在《週刊少年Sunday》连载。

## 簡介
近衛靄子是一位文武雙全而且人緣很好的女高中生，她是一位抱有「我的弟弟是萌上了姐姐的變態，必須要從弟弟的魔掌中守護身體，並教他重新做人」妄想的問題姐姐。

## 登场人物
近卫霭子（声优：小清水亚美）
女主角，16岁，近卫家长女，是一名高中二年级學生，担任二年级A班的班长。髮型為黑長直並擁有巨乳，是一位无论学习还是体育都很优秀，而且人缘很好的人，同时也是一位有妄想的问题姐姐，抱有“我的弟弟是姐控主义的变态，必须要从弟弟的魔掌中守护身体，同时教他重新做人”的想法。但其实從小就是个深度弟控，而且從小就愛妄想，常把深夜劇場看到的情形代入現實，身體狀況不佳（酒醉、發燒）時會變回單純的弟控。
近卫辉（声优：水岛大宙（幼少期 - 磯村知美、明坂聰美（OVA）））
男主角，15岁，高中一年级，靄子的弟弟，有著非常中性的臉孔，一旦化妝根本分不出是男是女，名字也被吹雪說過分不出是男是女，雖仰慕姐姐但並不抱有一絲戀愛般的好感。因为5岁时对姐姐说过“我将来要和霭子姐姐结婚”而导致姐姐的妄想。
闇輝
靄子的白日夢裡出現的人物，是靄子平時對輝的行動妄想的具體化，有著強大的行動力的姐控。意外的是靄子醒來後，輝會做出與闇輝相同的行動（目的和動機完全不同），因而被靄子認為是預知夢。
輝醬
輝在文化祭偽娘選美時的造型。貌似靄子的麗人，但之後旋即在輝本人的意思及靄子的妄想下被封印，直到咖啡店性別轉換日時才有短暫再出現過。

### 私立晃天學園

#### 學生

##### 一年級生
福山陽平（声优：木村昴）
近卫辉從初中一年級結識至今的好友。總是想要受女生歡迎，但比起同年齡層，更常受小孩與老人歡迎，對此常抱以自嘲。初次與輝接觸時，被靄子誤以為是要欺負輝而被飛踢。
對在文化祭照片攤上買到輝醬的照片一見鍾情，但因為風花感覺很有趣而未說，以及輝沒有再在學校扮過女裝，而不知道對方是輝。
冴木风花（声优：本多真梨子）
近卫辉的同班同学。看似冷酷的少女，本性害羞且笨拙，但會對福山激烈的吐槽，攻擊的動作會以街機的輸入指令呈現。
將靄子視為「理想的姐姐」而崇拜著，隨身帶著一本用來記錄靄子言行的「姐姐日記」，會將靄子的話全盤接受。因父親最近再婚，而多了個弟弟颯太，為了成為好姐姐而學習著。
五十嵐步
輝所在班級的班長，雖然外表看似弱氣，但心裡想的和說出來的話都意外地相當毒舌。在化解班上女同學對風花的誤解(但被風花說，感覺沒比較好)後，兩人成為好友，後面便常一同出場。
認為有著完美姐姐、但在班上還能平凡無奇的輝相當厲害，因而崇拜輝。

##### 二年級生
黑濑香橙（声优：明坂聪美）
近卫姐弟的青梅竹马，與霭子两人也是同班。主要负责吐槽眾人的人物，頭上呆毛在本能感受到靄子妄想時會翹起來。
和輝一樣喜好電玩。雖然視輝為弟弟，但會在意輝對她的看法，常做出不符合端莊女性的舉動，被指出時會感到害羞。料理能力與風花同樣低下。
梅比良布里莎（声优：悠木碧）
近衛姐弟在電影院認識的日英混血兒，後轉入靄子班上，是個強烈愛好日本動漫的御宅族。
千廄雪乃
千厩財團的千金大小姐(社長是其祖母)。不管做任何事都是第二名的殘念女，為了擊敗學年第一名的靄子而接觸輝，但從輝那裡得知靄子不記得她的名字（是靄子弄錯「廄」的讀音，所以不知道輝當時問的人是誰）後，一度產生靄子看不起第二名的想法。
與輝接觸時，會意外與靄子的視線錯過，自己也會想避開靄子。
因為父親愛馬的關係，也喜歡馬匹，有著一匹以「千廄雪乃公主」為名的良種雌馬(但比賽時總是輸給「靄子靄子姐」，唯一贏得第一名是在牠生病未出賽時)。
對於比賽有著百折不撓的韌性，認為贏過認定的對手才算勝利，因此被香澄認為很有骨氣，後因靄子照顧感冒的輝並沒有足夠的時間復習第一次成功奪取第一名並正式在靄子面前出現。
下田優里
學生會書記，與雪乃同班的眼鏡娘。相當崇拜會長吹雪，一度認為受吹雪看重的近衛靄子沒什麼，但在試圖以鏡子偷窺靄子裙下風光時，被靄子誤以為是輝而釋放的殺氣嚇到。名字最早出現在學年排行榜(第三名)。
安曇直
田徑部成員。在見識過因為擔心輝對自己私人衣物出手而暴走奔跑的靄子之後，將之視為競敵，但屢次試圖挑戰都失敗。有百合傾向。

##### 三年級生
十全吹雪（聲優：大原沙耶香）
學生會長，銀髮(被雪乃稱為「銀髮死神」)，與靄子並稱為學校二強，和靄子能談論原創名詞「姐力」的人物。有著過人的魅力及戰鬥力，有一瞬間將鬧事的不良少年團夥擊倒並收伏的能力。自稱是眾人的姊姊，相當愛護「弟弟妹妹」，但唯獨對自己的親弟弟雷鬥毫不留情，不但將之稱為「愚弟」，還會對他做出攻擊。
口頭禪是「愉快渡過學園生活」及「眾人之姐」，常以激發靄子妄想為樂。看得出輝不是姐控，但對於雷鬥的姐控行為卻完全看不出，並視之為敵意，認為雷鬥討厭自己。
小時候見過近衛姊弟，被小時候的輝說名字與季節（當時是夏季）不符。在輝參加入學考試時曾給予鼓勵，是將輝拉進偽娘選美的幕後黑手。

#### 教師
东雲柳太郎
靄子與香澄所在班級的主任。長相帥氣美形，因此受到許多學生和老師的喜愛，但本人是百合的愛好者，因此不感興趣，甚至不時有排斥男性(包括自己)存在的發言。
晃天學園畢業生，學生時代是學生會長，因為渚的戲言而選擇當老師，後在天橋向渚告白並被接受，兩人正式交往。
南波渚
1-B的班主任兼水泳部顧問，體育老師，有著體育系慣有的深色皮膚，一度希望將靄子拉入水泳部，後放棄。
和東雲是學生時代的同學，在東雲妄想時會施加制裁，後在天橋被東雲告白並答應，兩人正式交往。

### 親友
冴木颯太
小學六年級生，風花沒血緣的弟弟，是風花的父親再婚對象的孩子。
因為長相與風花差很多及將風花稱為「風花小姐」而一度被福山誤以為是年下的男朋友。雖然會指出風花把媽媽加上「颯太的」是多餘的，但自己也改不了稱風花為「風花小姐」。
十全雷鬥
外校二年級生，吹雪的親弟弟。有著相當帥氣的外貌，身邊總是有許多女孩子圍繞，但因為本身是姐控，所以對此相當反感。女裝的樣子與吹雪很像。
很小就有姐控的傾向，因此常做出暗中注視吹雪及迴避吹雪視線的舉止（被吹雪誤以為是叛逆期），在看到近衛姐弟的互動後，大方承認自己是姐控，並將靄子的妄想信以為真，認為輝也是姐控同志而抱以友好的態度。
暱稱是「光」，在電台投書問題時化名「光之騎士」，但被靄子以為是輝。
輕浮的言行被風花當作是靄子比吹雪更值得做為典範的論證，吹雪也相當認同。
西時雨
布里莎打工的女僕咖啡店店長，和布里莎一樣喜歡COSPLAY。
與渚為學生時代的同學，知道渚的心意。

## 單行本
- 此為日本版的發售日與書碼情報，東立目前出到第3集。

1. 2013年5月18日發售、ISBN 978-4-09-124308-9
2. 2013年9月18日發售、ISBN 978-4-09-124385-0
  - 廣播劇CD特別版、ISBN 978-4-09-159162-3
3. 2013年12月18日發售、ISBN 978-4-09-124513-7
4. 2014年4月18日發售、ISBN 978-4-09-124623-3
5. 2014年9月18日發售、ISBN 978-4-09-125105-3
  - OVA限定版、ISBN 978-4-09-941836-6
6. 2014年12月18日發售、ISBN 978-4-09-125398-9
  - OVA限定版、ISBN 978-4-09-941851-9

## 获奖
同人社团日本全姐联在其官网发表了“日本姐大赏2012”，最终获胜者是来自漫画《姐LOG》(姉ログ)的近卫霭子。虽然相比历年的优胜者来说霭子的知名度尚有限，但这也正好为姐系漫画的爱好者宣传了一部新作。

## 动画

### OAD
收录了Flash动画DVD的漫画单行本第4卷限定版于2014年4月18日发售。小清水亚美、水岛大宙、明坂聪美出演。

### OVA
OVA动画《姐姐的妄想日记》随日本发行的单行本第5-7卷限定版同捆发售，共3集。于2015年10月在Tokyo MX的AniSun剧场中播放。

#### 制作人员
- 原作：田口健二（日语：田口ケンジ）
- 导演：市村徹夫
- 系列構成、编剧：高橋奈津子
- 人物設計：伊藤依織子
- 美術監督：小倉宏昌
- 色彩設計：大塚奈津子
- 摄影監督：萩原猛夫
- 剪辑：内田恵
- 音乐：克拉克·毕晓普（Clark Bishop）
- 音乐製作人：田井基良（日语：田井基良）
- 音乐制作：Miracle Bus（日语：ミラクル・バス）
- 音響監督：山田陽
- 音響效果：山谷尚人
- 音響製作：Sound Team Don Juan
- 製作人：鳥光裕、後藤政則
- 動畫製作人：齋藤弥生
- 動畫制作：Brain's Base
- 製作：AniSun製作委員会（电视版）

#### 主題曲
片尾曲
作詞：田口健二／作曲：克拉克·毕晓普／編曲：伊藤翼／主唱：近衛靄子（小清水亞美）
電視動畫片头曲「天手古舞」
主唱： mimimemeMIMI

#### 各話列表
| 話數  | 日文標題 | 中文標題                           | 分鏡     | 演出     | 作畫監督               |
| ----- | -------- | ---------------------------------- | -------- | -------- | ---------------------- |
| 第1話 |          | 我的弟弟是個變態。                 | 市村徹夫 | 市村徹夫 | 伊藤依織子             |
| 第2話 |          | 我的弟弟是讓人笑出聲的變態。       | 金子伸吾 | 三上喜子 | 渡边亚彩美、川上暢彦   |
| 第3話 |          | 我的弟弟是到夏天就變得開放的變態。 | 市村徹夫 | 市村徹夫 | 福世真奈美、伊藤依織子 |